# Леонардо Донато
Леонардо Донато (на италиански: Leonardo Donato, на венецианското наречие Leonardo Donà) е 90–ти венециански дож от 1606 до смъртта си през 1612 г.

## Биография
Леонардо Донато произхожда от патрицианския род Дона и е син на Джовани Батиста Донато и Джована Корнер. Той изучава философия, история и древни езици в университетите на Падуа и Болоня. Назначаван е за посланик в Константинопол, Мадрид, след това при германския император, заема и различни други висши административни длъжности.
Разказва се следната история за него докато е бил посланик в Рим – кардинал Камило Боргезе, бъдещият папа Павел V, говорейки за арогантността на венецианците, казал „Ако бях папа, щях да отлъча всички венецианци“, на което Донато отвърнал „Ако бях дож, щях да се изсмея на отлъчването“.
За дож Донато е избран на 10 януари 1606 г.
Строг и сериозен по характер, Донато не организира никакъв празник по случай избирането си. Това е и една от причините той да остане непопулярен сред народа независимо от факта, че в годините на управлението си показва завидни способности. Без да губи време, той преглежда изискването на папата да му бъдат предадени двамата арестувани от предшественика му дожа Марино Гримани свещеници, обвинени в престъпления от общ характер, които според писмото на папата се ползват с имунитет. Донато реагира както всички очакват като отхвърля папското искане. В резултат на това папа Павел V налага интердикт на Венеция (временна забрана за извършване на църковни дейности). Вместо да се подчини Донато обявява папския интердикт за нищожен и нарежда на духовниците в републиката да продължат да извършват всичките си обязаности под заплаха от незабавно изгонване при неподчинение от тяхна страна. Йезуитите, които не се подчиняват на решението на дожа, са екстрадирани от Венеция и им е позволено да се върнат обратно чак през 1655 г. Донато остава твърд и непреклонен в решението си и успява да минимизира всички неблагоприятни последици за Венеция от интердикта. След тежък теологически двубой с папата чак на 21 април 1607 г. е постигнато споразумение благодарение на посредничеството на френския кардинал Франсоа дьо Жоайьоз двамата задържани от Венеция духовници да бъдат предадени на Франция в замяна на падане на папския интердикт.
Въпреки това и до голяма степен незаслужено Донато остава нелюбим на венецианското население и по негов адрес се разпространяват различни сплетни и обиди, което го принуждава да сведе до минимум публичните си появи. Леонардо Донато умира на 16 юли 1612 г.